# Liste des préfets des Alpes-Maritimes
Liste des préfets et sous-préfets d'arrondissement des Alpes-Maritimes depuis la création du département. Le siège de la préfecture est à Nice. 
Un premier département des Alpes-Maritimes existe de 1793 à 1814. 
Après le traité de Paris de 1814, le comté de Nice et la Savoie sont récupérés le royaume de Piémont-Sardaigne jusqu'en 1859.
En 1860, le traité de Turin rattache le comté de Nice et la Savoie à la France. Ces rattachements sont confirmés par les plébiscites d'avril 1860.

## Liste des préfets

### Consulat et Premier Empire (an VIII [1799] - 1814)
| Période                                                                                       | Nom                              | Fonction précédente                                                     | Observation |
| --------------------------------------------------------------------------------------------- | -------------------------------- | ----------------------------------------------------------------------- | --- |
| Liste des préfets napoléoniens Première période française : Consulat et Empire (An VIII-1814) |                                  |                                                                         | |
| 11 ventôse an VIII (2 mars 1800)                                                              | Nicolas Félix Desportes          |                                                                         | Refuse la nomination. Devient secrétaire général du ministère de l'Intérieur                                                        |
| du 21 ventôse an VIII (12 mars 1800) au 29 pluviôse an X (18 février 1802)                    | Joseph-Antoine Florens           |                                                                         | Nommé préfet de la Lozère le 23 germinal an X (13 avril 1802), avec prise de fonction le 11 juin 1802.                              |
| du 13 frimaire an X (4 décembre 1801)[réf. nécessaire] au 21 ventôse an XI (12 mars 1803)     | Alexandre de Châteauneuf-Randon  | Député de Mende aux États généraux, 1er septembre 1789, à la Convention | Départ, à la suite d'un conflit avec son secrétaire général Capelle. Emprisonné pour dettes du 1er février 1812 au 18 octobre 1817. |

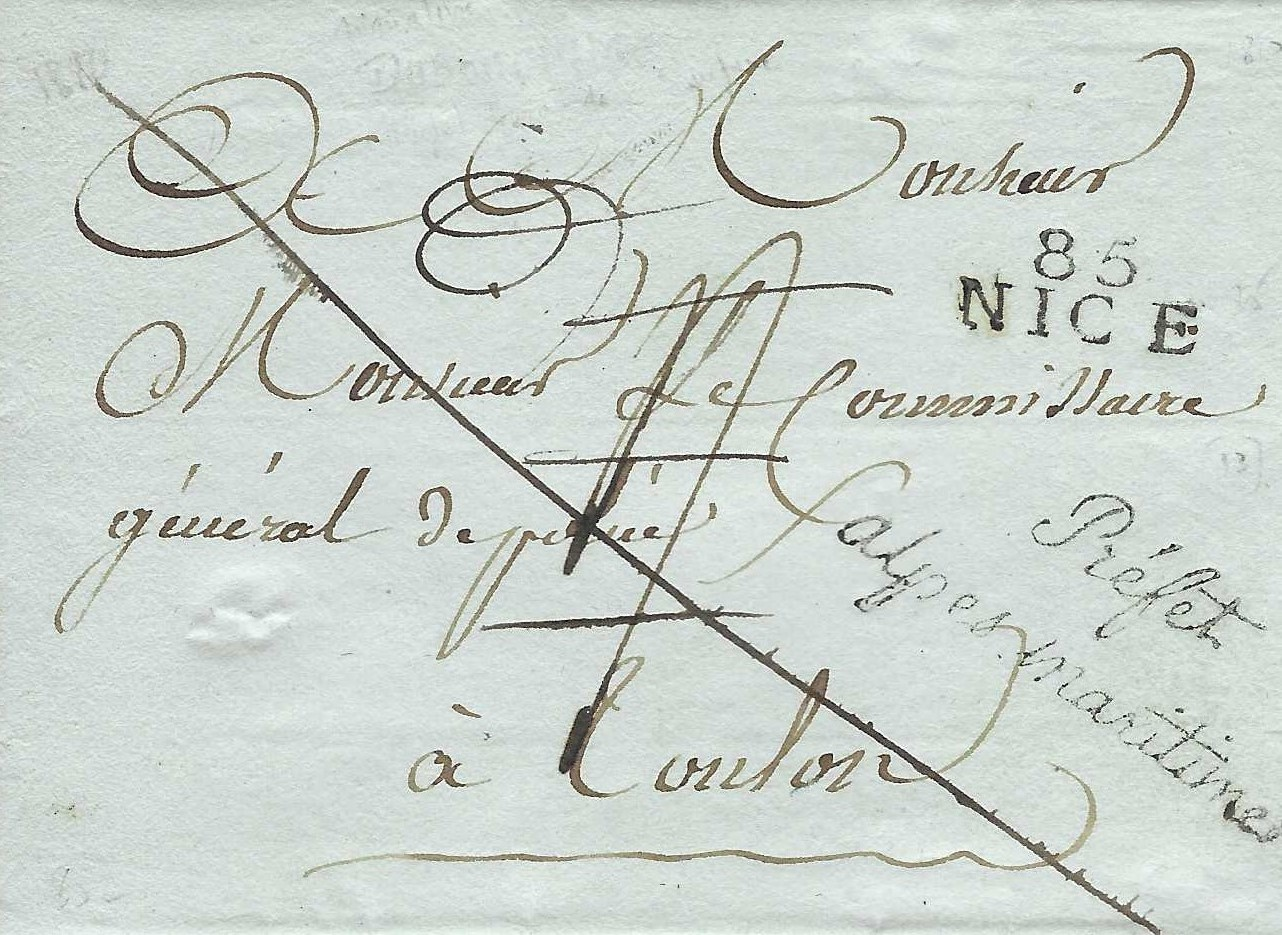
Lettre du 7 juin 1806 portant le cachet de franchise du préfet des Alpes MAritimes Dubouchage

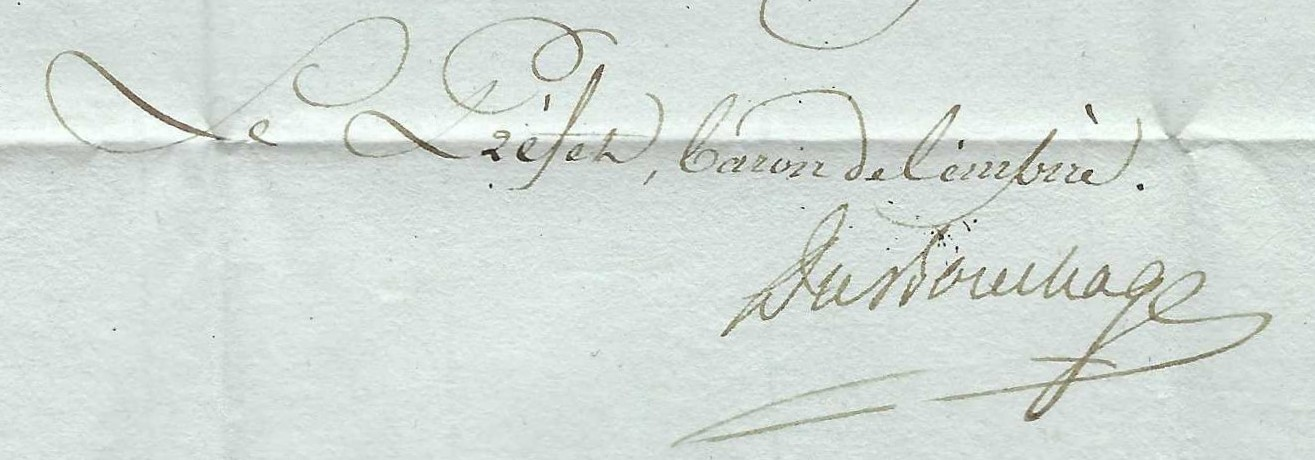
signature lettre du 7 juin 1810 prefet Dubouchage

| du 26 ventôse an XI (17 mars 1803) au 18 mai 1814                                             | Marc Joseph de Gratet Dubouchage | Conseiller de préfecture de l'Isère                                     | Nommé préfet de la Drôme en juillet 1815                                                                                            |

### Période sarde (1814-1859)
| Période                                                                              | Nom                        | Qualité         |
| ------------------------------------------------------------------------------------ | -------------------------- | --------------- |
| 1814-1859 : Période sarde : Cf. Liste des Intendants généraux de la division de Nice |                            |                 |
| juillet 1814                                                                         | Antonio-Francesco Arduini  | Sénateur-Préfet |
| février 1834                                                                         | Pio-Francesco Toesca       | Sénateur-Préfet |
| avril 1843                                                                           | Giulio-Giuseppe Caireschi  | Sénateur-Préfet |
| juin 1848                                                                            | Francesco-Domenico Cassini | Sénateur-Préfet |
| juillet 1850                                                                         | Bartolomeo Durante         | Sénateur-Préfet |
| mars 1852                                                                            | Orazio Massa               | Sénateur-Préfet |

### Second Empire (1860-1870)
| Période                                                                                               | Nom                     | Fonction précédente | Observation                                                                                                  |
| --- | ----------------------- | ------------------- | --- |
| Liste des préfets du Second Empire Seconde période française après la réunion à la France (1860-1870) |                         |                     | |
| 11 juin 1860                                                                                          | Roland Paulze d'Ivoy    | Préfet de la Vienne | Nommé préfet du Cher                                                                                         |
| 5 janvier 1861                                                                                        | Denis Gavini de Campile | Préfet de l'Hérault | Remet l'administration du département à une commission provisoire le 5 septembre 1870 et se réfugie à Monaco |

### Troisième République (1870-1940)
| Période                                             | Nom                                         | Fonction précédente                         | Observation |
| --------------------------------------------------- | ------------------------------------------- | ------------------------------------------- | --- |
| Liste des préfets de la IIIe République (1870-1940) |                                             |                                             | |
| 6 septembre 1870                                    | Pierre Joseph Numa Baragnon                 | Préfet honoraire                            | Commissaire de la République |
| 8 octobre 1870                                      | Noël Blache                                 |                                             | Commissaire de la République |
| 14 octobre 1870                                     | Marc Dufraisse                              | Administrateur général des Bouches-du-Rhône | Député de la Seine, 8 février 1871 |
| 20 mars 1871                                        | François Joseph Oscar Salvetat              |                                             | Nommé préfet des Bouches-du-Rhône |
| 5 juillet 1871                                      | Marie Joseph Raymond de Villeneuve-Bargemon |                                             | Marquis. |
| 11 novembre 1874                                    | Albert Decrais                              |                                             | |
| 17 avril 1876                                       | Henry Darcy                                 |                                             | |
| 18 décembre 1877                                    | Henri Doniol                                |                                             | |
| 15 mars 1879                                        | Charles Henry Raguet de Brancion            |                                             | Comte. |
| 1882                                                | Léon Paul Lagrange de Langre                | Préfet du Finistère                         | Comte. Chef du secrétariat particulier du ministre de la guerre (Charles de Freycinet)                                                   |
| 16 novembre 1885                                    | Anatole Charles Catusse                     | Préfet de la Loire-Inférieure               | Sous-lieutenant au 10e bataillon des mobiles du Nord durant la guerre de 1870-1871. Nommé directeur général des contributions indirectes |
| 8 janvier 1887                                      | Arsène Henry                                | Préfet du Loiret                            | Capitaine au 71e régiment de mobiles durant la guerre de 1870-1871. Préfet honoraire                                                     |
| 13 septembre 1897                                   | Marie Gabriel Leroux                        | Préfet d'Ille-et-Vilaine                    | Nommé préfet du Rhône |
| 18 octobre 1898                                     | Charles Marie Joseph Bardon                 | Préfet du Nord                              | Mort en fonction le 20 mars 1899 |
| 20 mars 1899                                        | Paul Joseph Maximilien Granet               | Préfet de la Somme                          | Nommé receveur central des finances de la Seine                                                                                          |
| 5 novembre 1904                                     | André de Joly                               |                                             | |
| 1917                                                | Armand Bernard                              |                                             | |
| 1924                                                | Ange Bénédetti                              |                                             | |
| 1934                                                | Henry Mouchet                               |                                             | |

### Régime de Vichy sous l'Occupation (1940-1944)
| Période                                                            | Nom                   | Fonction précédente | Observation |
| ------------------------------------------------------------------ | --------------------- | ------------------- | ----------- |
| Liste des préfets du régime de Vichy sous l'Occupation (1940-1944) |                       |                     |             |
| 4/21 septembre 1940                                                | Marc Eugène Chevalier |                     |             |
| 1940                                                               | Marcel Ribière        |                     |             |
| 1943                                                               | Jean Chaigneau        |                     |             |
| août 1944                                                          | Jean Moyon            |                     |             |

### République du Gouvernement provisoire de la République française et de la Quatrième République (1944-1958)
| Période                                                                                              | Nom                | Fonction précédente | Observation |
| --- | ------------------ | ------------------- | ----------- |
| Liste des préfets et commissaires de la République du GPRF et de la Quatrième République (1944-1958) |                    |                     |             |
| septembre 1944                                                                                       | Paul Escande       |                     |             |
| août 1946                                                                                            | Paul Haag          |                     |             |
| octobre 1950                                                                                         | Georges Hutin      |                     |             |
| octobre 1951                                                                                         | Henry Soum         |                     |             |
| décembre 1953                                                                                        | Camille Ernst      |                     |             |
| novembre 1954                                                                                        | Pierre-Jean Moatti |                     |             |

### Cinquième République (depuis 1958)
| Période                                             | Nom                      | Fonction précédente | Observation |
| --------------------------------------------------- | ------------------------ | ------------------- | ----------- |
| Liste des préfets de la Ve République (depuis 1958) |                          |                     |             |
| juillet 1967                                        | René-Georges Thomas      |                     |             |
| novembre 1973                                       | Pierre Lambertin         |                     |             |
| août 1985                                           | Jean-Pierre Pensa        |                     |             |
| janvier 1989                                        | Yvon Ollivier            |                     |             |
| mars 1992                                           | Jean-Louis Destandau     |                     |             |
| octobre 1993                                        | Maurice Joubert          |                     |             |
| juin 1995                                           | Philippe Marland         |                     |             |
| décembre 1998                                       | Jean-René Garnier        |                     |             |
| septembre 2002                                      | Pierre Breuil            |                     |             |
| juillet 2006                                        | Dominique Vian           |                     |             |
| octobre 2008                                        | Francis Lamy             |                     |             |
| avril 2011                                          | Jean-Michel Drevet       |                     |             |
| 30 juillet 2012                                     | Christophe Mirmand       |                     |             |
| 20 juin 2013                                        | Adolphe Colrat           |                     |             |
| 21 novembre 2016                                    | Georges-François Leclerc |                     |             |
| 24 avril 2019                                       | Bernard Gonzalez (d)     |                     |             |
| 13 septembre 2023                                   | Hugues Moutouh           |                     |             |
| 28 avril 2025                                       | Laurent Hottiaux         |                     |             |

## Liste des sous-préfets

### Sous-préfets dePuget-Théniers(1800-1926)
| Période                                                   | Nom                             | Fonction précédente | Observation |
| --------------------------------------------------------- | ------------------------------- | ------------------- | ----------- |
| 1800                                                      | Jean-Dominique Blanqui          |                     |             |
| 1814                                                      |                                 |                     |             |
| En 1814, le département retourne au royaume de Sardaigne. |                                 |                     |             |
| 1860                                                      | Antoine Pietri                  |                     |             |
| 1865                                                      | Joseph Semerie                  |                     |             |
| 1869                                                      | Marie-Louis Gillet de Valbreuse |                     |             |
| 1870                                                      | Joseph Tardy                    |                     |             |
| 1871                                                      | Tony Touchebeuf                 |                     |             |
| 1872                                                      | Baron du Bourdieu               |                     |             |
| 1873                                                      | Marie-Edmond Martin-Doisy       |                     |             |
| 1873                                                      | Léon Gaduel                     |                     |             |
| 1876                                                      | L. Chaigne                      |                     |             |
| 1877                                                      | Paulin Gayraud                  |                     |             |
| 1877                                                      | Monnier                         |                     |             |
| 1877                                                      | Paulin Gayraud                  |                     |             |
| 1878                                                      | Louis Thiabaud                  |                     |             |
| 1880                                                      | Alexis Rochas                   |                     |             |
| 1880                                                      | Annibal Andreis                 |                     |             |
| 1883                                                      | Boncourt                        |                     |             |
| 1885                                                      | André Gent                      |                     |             |
| 1885                                                      | Joseph Debonne                  |                     |             |
| 1887                                                      | Ferdinand Isaac                 |                     |             |
| 1889                                                      | Augustin Amalot                 |                     |             |
| 1890                                                      | Edouard Mayer                   |                     |             |
| 1896                                                      | Lonjon                          |                     |             |
| 1905                                                      | Emile Bruni                     |                     |             |
| 1919                                                      | Joseph Bazi                     |                     |             |
| 1926                                                      | Delpoux                         |                     |             |
| 1926                                                      | Fernand Michel                  |                     |             |
| L’arrondissement de Puget-Théniers fut supprimé en 1926.  |                                 |                     |             |